# Йоахим фон Пфайл
Йоахим фон Пфайл (на немски: Joachim Graf von Pfeil) е германски колонизатор, изследовател на Африка, Нова Гвинея и Океания.

## Биография

### Произход и селскостопански проекти в Южна Африка (1857 – 1883)
Роден е на 30 декември 1857 година в Нойроде, Кралство Прусия, сега Нова Руда, Долносилезко войводство, Полша, в благородно семейство. През 1873 година заминава за Натал в Южна Африка, а след това се установява в Оранжевата свободна република, недалеч от границата с Кралство Лесото, където започва да развива земеделие и животновъдство.

### Колонизация на Източна Африка (1883 – 1885)
През 1883 година се завръща в Германия и се включва в току-що основаното „Дружество за германска колонизация“ (впоследствие преименувано в „Германско източноафриканско дружество“). В края на 1884 година , заедно с Карл Петерс и Карл Лудвиг Юлке, слиза на брега на Източна Африка и за кратък срок тримата сключват десетки договори за протекторат с вождовете на племената живеещи в планината Усагара и съседните райони. По този начин е поставено началото на създаването на голямата африканска колония на Германия – Германска Източна Африка.

### Експедиции в Африка и Нова Гвинея (1885 – 1889)
През 1885 – 1886 година фон Пфайл изследва лявата съставяща на река Руфиджи – река Киломбере. От декември 1886 до май 1887 г. изследва източното крайбрежие на Танзания от устието на река Пангани на север до устието на река Руву (Кингони) на юг.
През юли 1887 година заминава за Нова Гвинея и постъпва на работа в „Германското Новогвинейско дружество“. Предприема експедиция във вътрешността на Нова Гвинея, след което заема административна длъжност в архипелага Бисмарк и провежда изследвания на остров Нова Ирландия. В края на 1888 година напуска Нова Гвинея и след продължителен престой на остров Ява през октомври 1889 година се завръща в Европа.

### Следващи години (1890 – 1924)
От юни до ноември 1892 година участва в демаркацията на границата между Германска Югозападна Африка (Намибия) и Република Южна Африка.
През 1897, 1899 и 1901 година предприема няколко пътувания в Мароко, като извършва главно топографски дейности.
Умира на 12 март 1924 година на 66-годишна възраст.